# Spitskophagedis
De spitskophagedis (Dalmatolacerta oxycephala) is een hagedis uit de familie echte hagedissen (Lacertidae).

## Naam en indeling
De wetenschappelijke naam van de soort werd voor het eerst voorgesteld door André Marie Constant Duméril en Gabriel Bibron in 1839. De soort werd in het geslacht Dalmatolacerta geplaatst door Edwin Nicholas Arnold, Oscar J. Arribas en Salvador Carranza in 2007. De hagedis is tegenwoordig de enige uit het monotypische geslacht Dalmatolacerta maar behoorde lange tijd tot het geslacht Lacerta, en later tot Archaeolacerta. Hierdoor is de literatuur niet altijd eenduidig over de wetenschappelijke naam.

## Uiterlijke kenmerken
De maximale lichaamslengte is ongeveer 20 centimeter inclusief de relatief lange staart. De kleur van de bovenzijde is geelgrijs tot blauwgrijs met een fijn maar vaag net-achtig patroon van zwarte of donkerbruine vlekjes. Er komen echter ook geheel zwarte exemplaren voor, dit verschijnsel wordt wel melanisme genoemd. De staart is blauwig en duidelijk gebandeerd. Het lichaam en met name de kop zijn afgeplat om zich in rotsspleten te kunnen wringen. De kop is bij de snuit duidelijk langer dan die van andere echte hagedissen, deze soort heeft een duidelijke nek. In de paartijd krijgen de mannetjes een helder blauwe keel.
De juvenielen zijn egaal staalblauw met een zeer dicht verspreid patroon van kleine witte vlekjes, de staart is al lichtelijk gebandeerd.
Als ze net uit het ei komen zijn de juvenielen ongeveer vijf centimeter lang, ze zijn al direct zeer behendig.

## Levenswijze
Het is een warmteminnende soort die veel zont. Op het menu staan insecten en andere ongewervelden. De vrouwtjes zetten meerdere legsels per jaar af die steeds bestaan uit twee eieren.

## Verspreiding en habitat

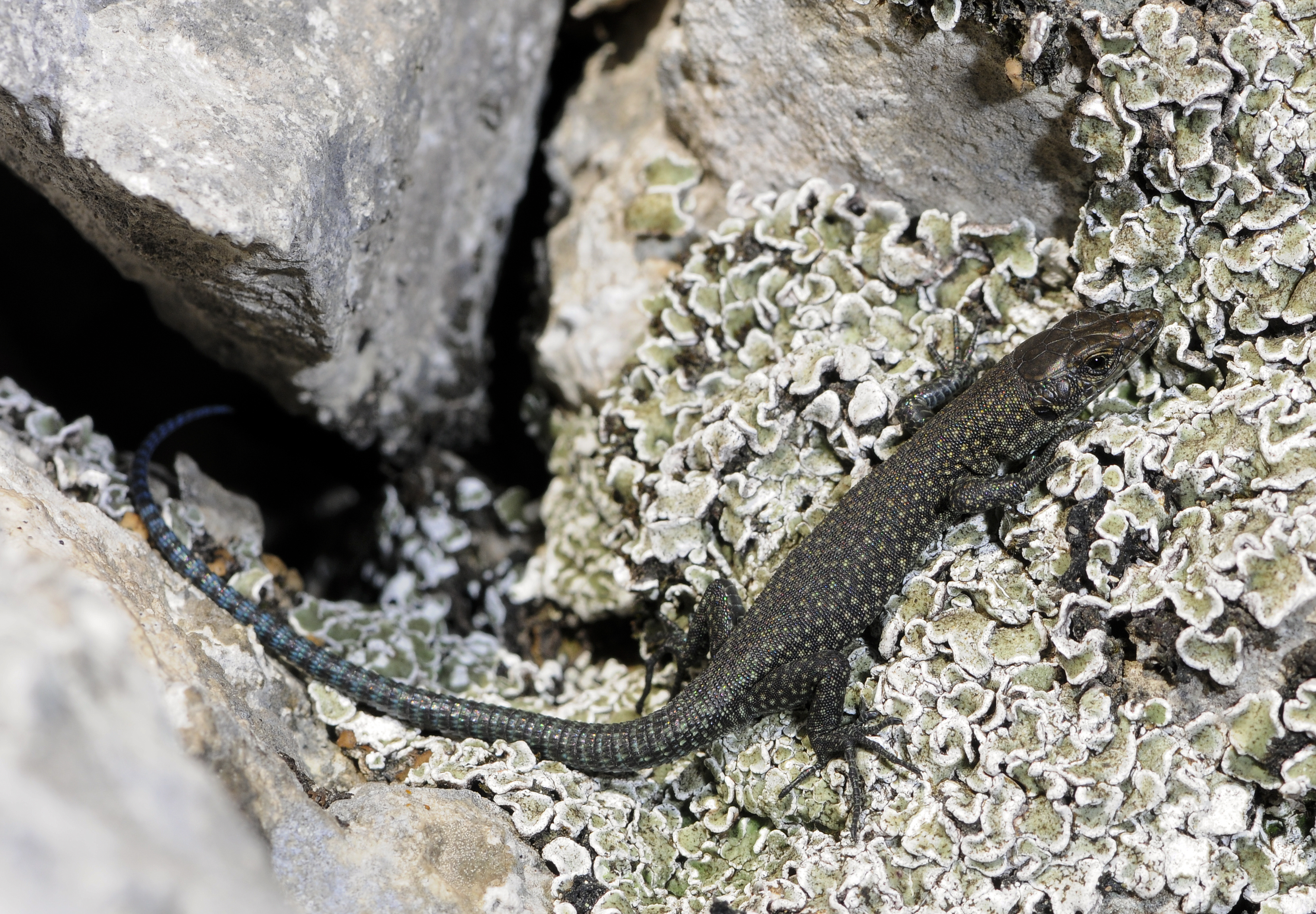
Een juveniel exemplaar.

De spitskophagedis is een klimmende soort, hoewel ook de bodem weleens betreden wordt. De hagedis komt voor tot op 1500 meter boven de zeespiegel in Dalmatië, Albanië, Bosnië en Herzegovina, Kroatië en Montenegro met bijbehorende eilanden. Ook in laaggelegen kuststreken en vele eilanden in de Adriatische Zee komt het dier voor.
De habitat bestaat uit verschillende omgevingen, de hagedis is niet gebonden aan een bepaalde biotoop. Vaak is de soort te vinden in rotsige omgevingen zoals karstgebieden en kliffen. Ook in door de mens aangepaste omgevingen kan de soort gedijen, de spitskophagedis wordt zelfs rond huizen gevonden in stedelijke gebieden. In sommige steden vormen de dieren een ware publiekstrekker, zoals de Kroatische stad Korčula.

## Beschermingsstatus
Door de internationale natuurbeschermingsorganisatie IUCN is de beschermingsstatus 'veilig' toegewezen (Least Concern of LC).